# Гарс ам Ин
Гарс ам Ин (њем. Gars am Inn) град је у њемачкој савезној држави Баварска. Једно је од 31 општинског средишта округа Милдорф ам Ин. Према процјени из 2010. у граду је живјело 3.818 становника. Посједује регионалну шифру (AGS) 9183118.

## Географски и демографски подаци
Гарс ам Ин се налази у савезној држави Баварска у округу Милдорф ам Ин. Град се налази на надморској висини од 404–598 метара. Површина општине износи 43,6 km². У самом граду је, према процјени из 2010. године, живјело 3.818 становника. Просјечна густина становништва износи 87 становника/km².

## Међународна сарадња
| Мјесто       | Држава    | Врста сарадње | Од    |
| ------------ | --------- | ------------- | ----- |
| Азе ле Ферон | Француска | партнерство   | 1986. |
| Гарс ам Камп | Аустрија  | пријатељство  | 1964. |
| Извор        |           |               |       |